# 二膽島
二膽島，原名二擔島、小擔，隸屬於中華民國福建省金門縣烈嶼鄉，為中華民國福建省外海島嶼，位於烈嶼島之西南方，與相距約800公尺的大膽島有「前線中的前線、離島中的離島」之稱，距廈門島約5公里，距漳州龍海區約6.1公里，但島上無居民，僅有駐軍。1951年中华民国政府方面改稱二膽島，但中華人民共和國方面不承認中華民國方面改名，仍稱二擔島。二膽島在2019年3月1日起開放觀光，並成為中華民國實際管理地區開放觀光的最西點。

## 歷史
1951年，蔣經國至大擔島巡視時，將該島易名為「大膽島」。二擔島很可能也在這一時刻被更名為「二膽島」。
1954年9月，據美國中央情報局的文獻稱，大膽島與二膽島兩島上總共有700多位中華民國正規軍士兵。另有文獻稱，在1957年6月底，中国大陆的中华人民共和国政府指揮中国人民解放軍砲兵部隊往大膽島與二膽島兩島方向發射砲彈。當時兩島上大概有1,100位中華民國士兵。
1958年9月23日（八二三炮戰），時任中華民國總統的蔣中正說他認為大膽島與二膽島這兩座島是金門群島的一部分，而共軍如果攻伐這兩座島就相當於是攻伐金門。他也預測在接下來兩週內共軍將要攻伐這兩座島。當時美國決定不捍衛這兩座島而雖然所有在臺的美國軍官不許告訴中華民國官員這個決定，但是有人在華盛頓告訴葉公超。葉公超同意這個想法並提出可能要放棄這兩座島。

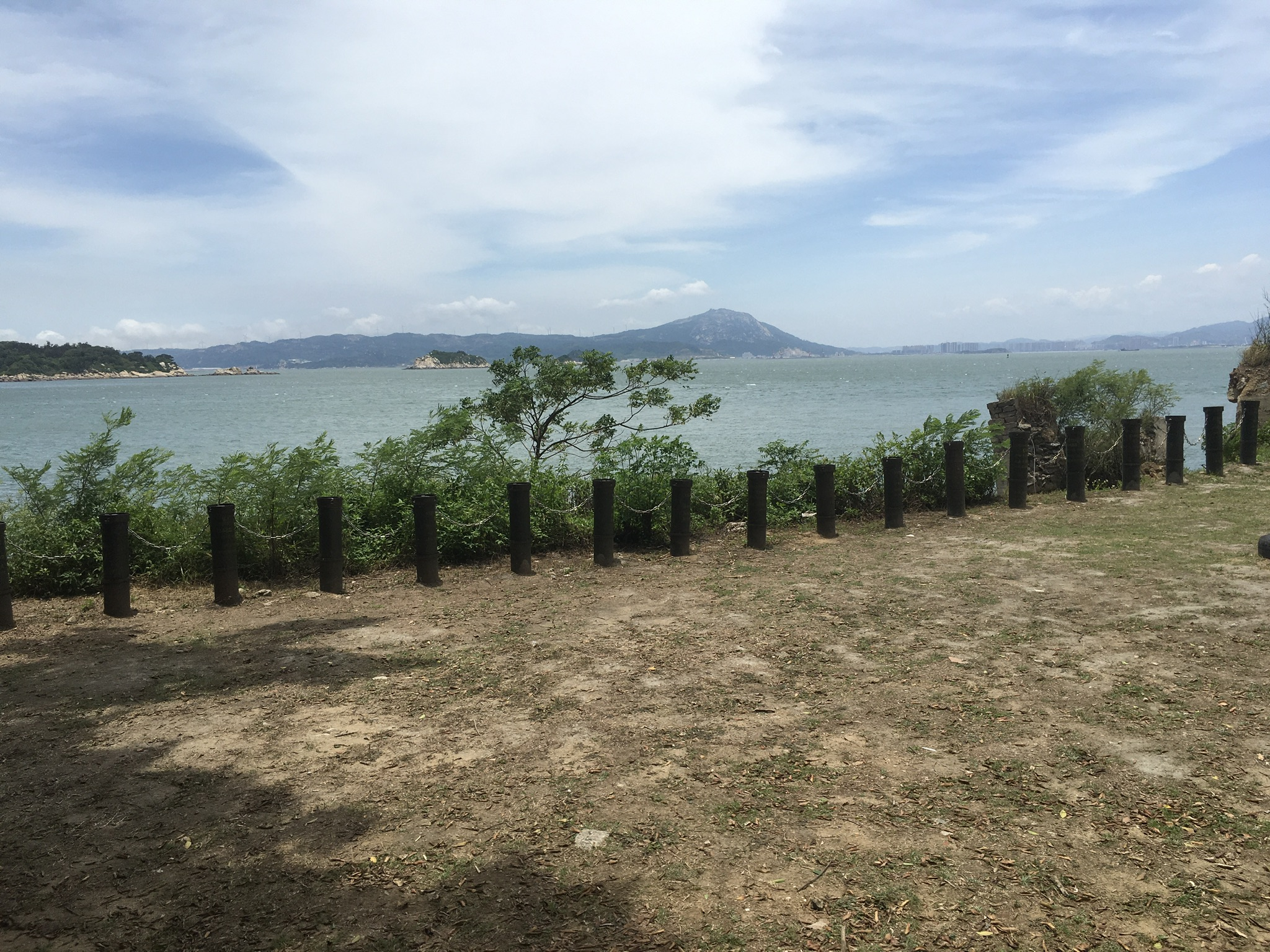
左邊為二膽右邊為廈門

2013年9月，行政院密令二膽島上的駐防官兵同大膽島上的官兵一起撤軍，移交給金門縣政府，改由警政署、海巡署40名警力駐管，以因應即將開放的登島觀光。同年11月，政策逆轉，因顧及到中華民國的國家安全，行政院取消大膽島及二膽島的全面撤軍行動。但仍降低駐軍人數，並由警政署警力、海巡署兵力協防以因應開放登島觀光。
2019年3月1日，二膽島同大膽島一起正式開放登島觀光，但每日僅受理150名遊客登島，且不對中國大陸、香港和澳門遊客開放。

## 地形
面積為0.28平方公里，全島均為高地，中央山高58公尺，島上全為礁石，沒有良好的沙灘和港灣。

## 景點
島上有鄭成功練兵時開掘的萬人井。文化部普查所列的文化資產共有13處，包括：
1. 二膽碼頭
2. 二膽升旗臺
3. 精神標語
4. 中正公園
5. 砲兵連部
6. 好漢坡
7. 成功路
8. 烈士墳
9. 貞女之墓
10. 萬人井
11. 媽祖廟
12. 碑碣
13. 二膽農場

金門縣政府曾經考慮興建本島與大膽島間連結的空中纜車。

## 相關事件
- 大膽島戰役
- 陳嘉壎事件